# Vaseline (marque)
Vaseline ,  est une marque américaine de produits à base de vaseline appartenant à la société transnationale Unilever. Les produits comprennent de la vaseline ordinaire et une sélection de crèmes pour la peau, de savons, de lotions, de nettoyants et de déodorants.
Dans de nombreuses langues, le mot « vaseline » est utilisé comme générique pour la vaseline ; au Portugal, les produits Unilever sont appelés Vasenol.

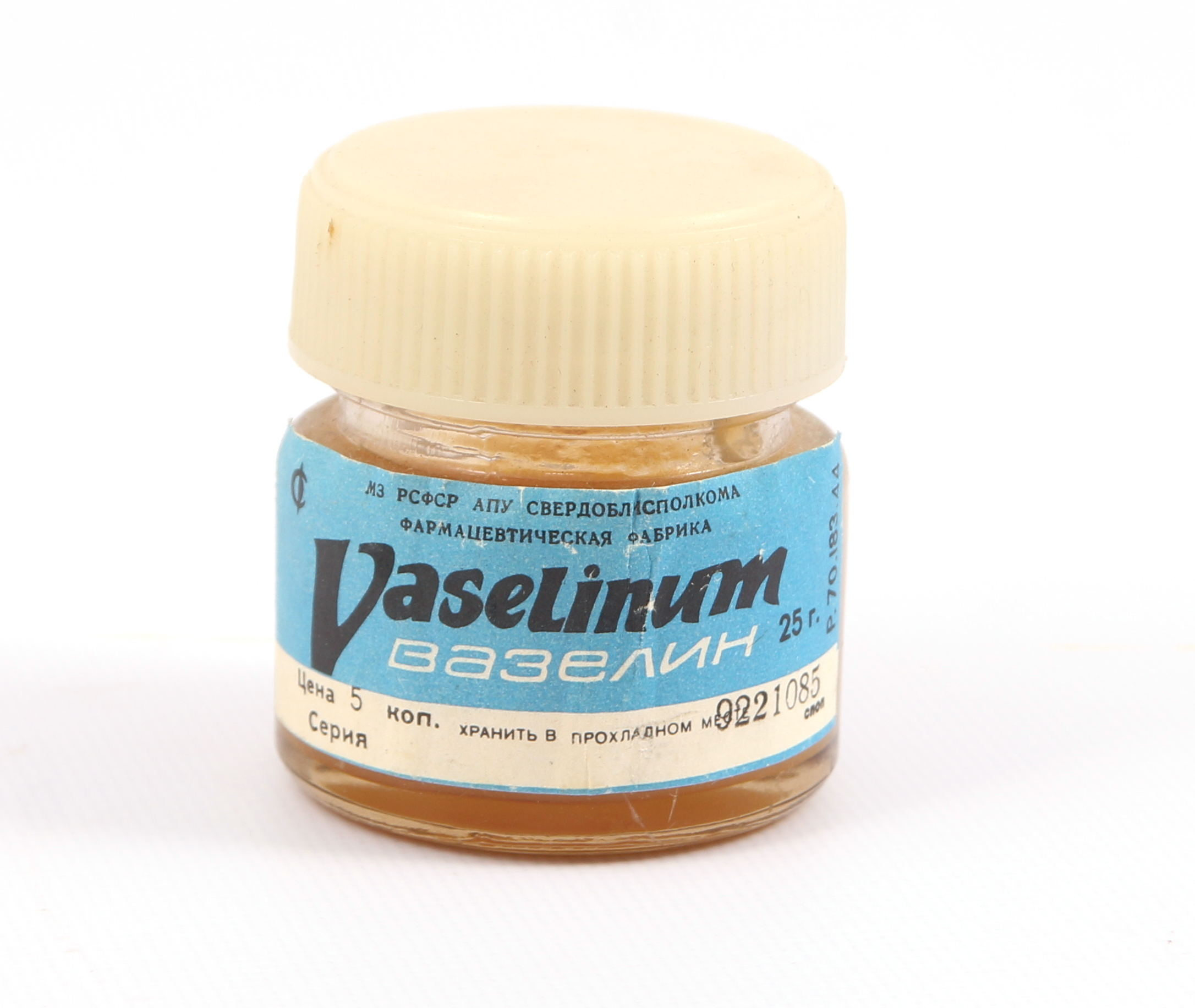
Vaseline en pot. Produit en URSS.

## Histoire

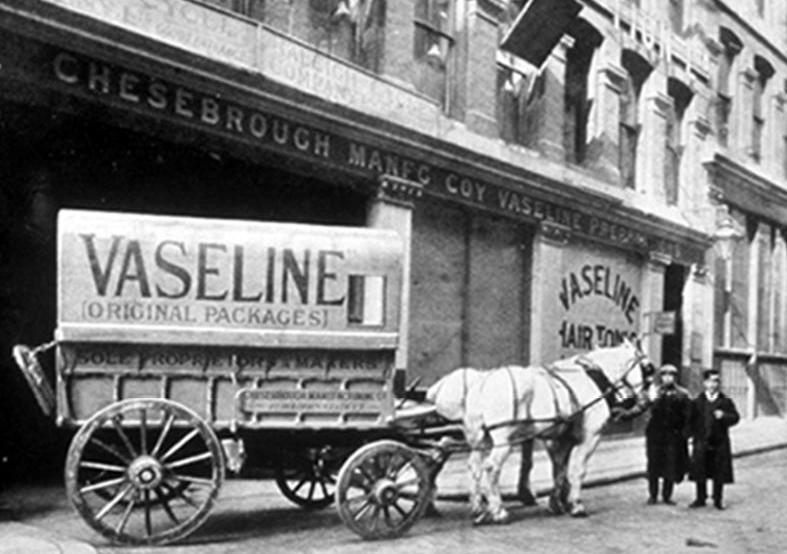
Une image des archives de la société Vaseline

En 1859, Robert Chesebrough, un chimiste qui clarifiait autrefois l'huile de lampe à partir de l'huile de sperme, une huile cireuse provenant de la tête des cachalots, perdait des affaires lorsque l'huile de baleine fut remplacée par l'huile de charbon. Il s'est rendu dans les champs pétrolifères de Titusville, en Pennsylvanie, pour rechercher quels nouveaux matériaux pourraient être créés à partir de ce nouveau carburant. C'est là qu'il a appris l'existence d'un résidu appelé cire de tige qui devait être périodiquement retiré des pompes des plates-formes pétrolières. Les ouvriers du pétrole utilisaient cette substance pour soigner les coupures et les brûlures. Chesebrough a ramené des échantillons de cire de tige à Brooklyn, a extrait la vaseline utilisable et a commencé à fabriquer un produit médicinal qu'il a appelé Vaseline.
La première référence connue au nom Vaseline fut celle de la Chesebrough Manufacturing Company dans le brevet américain (US Patent 127 568) de 1872. « Moi, Robert Chesebrough, j'ai inventé un produit nouveau et utile à partir du pétrole que j'ai appelé Vaseline... »
Le nom « vaseline » serait dérivé de l'allemand Wasser « eau » + grec έλαιον (elaion) « huile ».
La vaseline était fabriquée par la Chesebrough Manufacturing Company jusqu'à ce que la société, qui a fusionné avec Pond's en 1955, soit achetée par Unilever en 1987.

## Utilisations

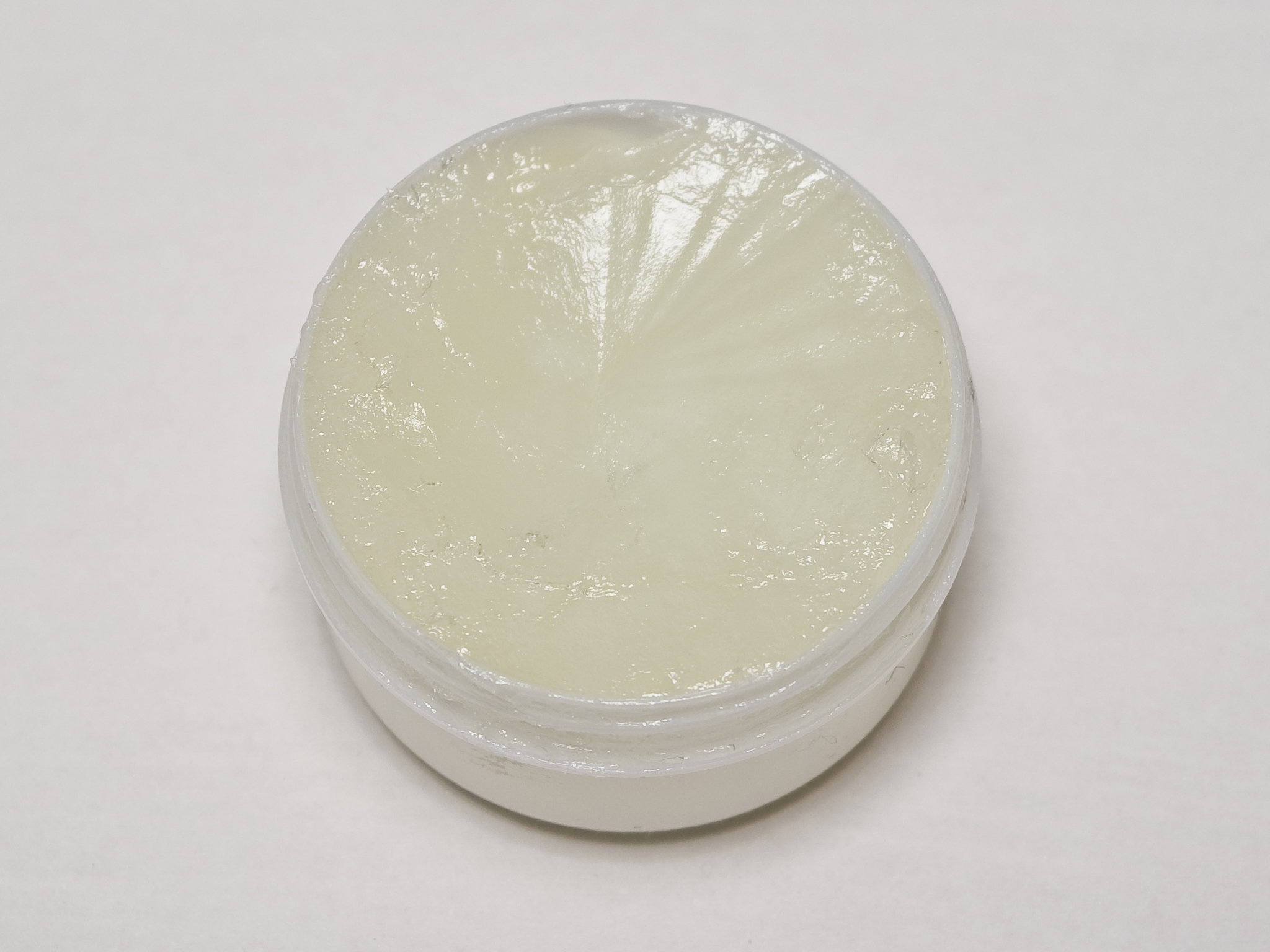
Vaseline dans son contenant

La vaseline peut être utilisée comme lubrifiant pour les surfaces métalliques et plastiques. Il peut également être utilisé comme isolant d'humidité pour les affections cutanées locales caractérisées par une peau sèche, telles que la dermatite atopique et l'eczéma. La vaseline ne doit pas être utilisée comme lubrifiant sexuel, car elle peut introduire des bactéries responsables d'infections,,, endommager les préservatifs en latex,, et n'est pas recommandée pour un usage interne.

## Application topique
En tant que produit à base de vaseline, la vaseline est utilisée comme hydratant topique qui aide à la rétention d'eau de la peau en agissant comme un agent occlusif qui empêche l'évaporation de l'eau de la couche cornée (couche la plus externe de la peau) et bloque l'eau externe,. La vaseline est destinée à un usage externe uniquement et n'est pas recommandée pour les coupures ou perforations cutanées profondes, les morsures d'animaux ou les brûlures graves. Les produits topiques à base de vaseline, comme la vaseline, sont utilisés pour gérer et soulager la dermatite atopique et l'eczéma chez les adultes,.
La vaseline contient des huiles minérales. Les huiles minérales non raffinées contiennent souvent des adultérants, notamment des hydrocarbures aromatiques polycycliques (HAP), qui peuvent augmenter le risque de certaines formes de cancer lorsqu'ils sont consommés par voie orale. Lorsqu'il est utilisé par voie topique (comme cela est recommandé avec la vaseline), l'absorption cutanée des HAP est insignifiante. Aucun lien entre les hydratants topiques à base de vaseline et le cancer n'a été établi dans des études à grande échelle menées sur de nombreuses années.

## Sources des ingrédients
La vaseline blanche, l'ingrédient de la vaseline, est raffinée à partir du pétrole.